# 濱川歩
濱川 歩（はまかわ あゆむ、1996年9月22日 - ）は、日本の子役。宝映テレビプロダクションに所属していた。2002年にデビュー。テレビドラマによる出演から始め、CMや映画にも出演する機会を広める。

## 出演

### テレビドラマ
- はぐれ刑事純情派15 不法侵入殺人!人妻の不倫がアリバイ!?（2002年7月10日、テレビ朝日）
- 金曜時代劇「御宿かわせみ」（NHK）
- 連続テレビ小説「純情きらり」（2006年、NHK）
- 土曜ワイド劇場「検事・朝日奈耀子5 仙台〜松島、殺意の旅・左右35mm差の足跡が暴く完全犯罪トリック!敏腕女弁護士との対決・朝日奈検事失脚の危機…」（2006年11月11日、テレビ朝日）- 真田一郎(少年期) 役
- 夕陽ヶ丘の探偵団（2007年12月31日、NHK） - 和明 役
- 金曜ナイトドラマ「未来講師めぐる」（2008年、テレビ朝日）
- 金曜プレステージ「さだまさし父の日ドラマSP 親父の一番長い日」（2009年6月19日、フジテレビ）

### バラエティ
- 日曜ビッグバラエティ「みのもんたの仰天!ニッポンの教科書」（2008年4月6日、テレビ東京）
- えいごでしゃべらないとJr.（2008年、NHK）えいごキッズ
- 魔女たちの22時（日本テレビ）再現VTR

### 映画
- ULTRAMAN（2004年12月18日、松竹） - 真木舜一（少年時代）
- ラブレター 蒼恋歌（2006年11月25日、日本出版販売）
- クローズドノート（2007年9月29日、東宝）

### CM
- ベルメゾン
- P&G「ミューズ」（声のみ）